# Walter Jens
Walter Jens (Amburgo, 8 marzo 1923 – Tubinga, 9 giugno 2013) è stato uno scrittore tedesco.
Membro del gruppo 47, fu presidente del PEN International dal 1976 al 1982, dal 1989 al 1997 presidente dell'Akademie der Künste e dal 1990 al 1995 direttore della Fondazione Martin Niemöller.